# Mehmet Güven
Mehmet Güven (* 30. Juli 1987 in Malatya) ist ein türkischer Fußballspieler, der für Osmanlıspor FK spielt.

## Spielerkarriere

### Verein
Güven rückte in der Saison 2005/06 in die erste Mannschaft von Galatasaray Istanbul auf, nachdem er zuvor in der Jugendabteilung des Vereins spielte. In seiner ersten Saison wurde der Mittelfeldspieler türkischer Meister mit Galatasaray, kam aber im Laufe der Saison nur zu einem Kurzeinsatz. In der Saison 2006/07 bestritt er neun Partien (1 Tor) in der türkischen Süper Lig und kam auch in der UEFA Champions League 2006/07 zu einem Kurzeinsatz gegen den FC Liverpool. 
In der Saison 2009/10 wechselte Mehmet Güven zu Manisaspor. Hier schaffte er es auf Anhieb in die Startformation und spielte in seiner ersten Saison in 23 Ligabegegnungen. In seiner zweiten Spielzeit steigerte er seine Leistungen nochmal erheblich und wurde nach langer Abstinenz wieder in die zweite Auswahl der Türkischen Nationalmannschaft gewählt. Auch in der Liga hatte er Anteil daran, dass sein Team zur Überraschungsmannschaft der Saison avancierte. Die Saison 2011/12 begann vielversprechend und Güven absolvierte alle Spiele der Hinrunde. Die gesamte Rückrunde fiel er verletzungsbedingt aus und konnte den Abstieg seines Teams nicht beeinflussen.
Im Sommer 2012 lief sein Vertrag mit Manisaspor aus und so wechselte er zum türkischen Erstligisten Eskişehirspor. Bei diesem Verein blieb Güven lediglich eine Saison und wechselte im Sommer zum Ligarivalen Torku Konyaspor.
Zur Saison 2015/16 wechselte Güven zum Ligarivalen und Aufsteiger Osmanlıspor FK. Für die Hauptstädter spielte Güven die nächsten drei Spielzeiten lang und wechselte anschließend zum Zweitligisten Afjet Afyonspor.

## Erfolge
Mit Galatasaray Istanbul
- Türkischer Meister: 2006,  2008
- Türkischer Supercupsieger: 2008